# Nicole Melichar-Martinez
Nicole Melichar-Martinez, de soltera Nicole Melichar (Brno, Txèquia, 29 de juliol de 1993) és una tennista professional estatunidenca d'origen txec.
El seu palmarès consta de dotze títols de dobles femenins del circuit WTA, però en destaca un títol de Grand Slam en dobles mixts, el Wimbledon (2018) aconseguit junt a Alexander Peya. Va arribar al novè lloc del rànquing de dobles WTA.

## Biografia
Va néixer a la República Txeca però la seva família es va traslladar a Florida poc després del seu naixement. Filla de Milan i Helena Melichar, té una germana més gran anomenada Jane.

## Torneigs de Grand Slam

### Dobles femenins: 2 (0−2)
| Resultat  | Núm. | Any  | Torneig   | Parella       | Oponents                              | Marcador      |
| --------- | ---- | ---- | --------- | ------------- | ------------------------------------- | ------------- |
| Finalista | 1.   | 2018 | Wimbledon | Květa Peschke | Barbora Krejčíková Kateřina Siniaková | 4−6, 6−4, 0−6 |
| Finalista | 2.   | 2020 | US Open   | Xu Yifan      | Laura Siegemund Vera Zvonariova       | 4−6, 4−6      |

### Dobles mixts: 1 (1−0)
| Resultat   | Núm. | Any  | Torneig   | Parella        | Oponents                       | Marcador    |
| ---------- | ---- | ---- | --------- | -------------- | ------------------------------ | ----------- |
| Guanyadora | 1.   | 2018 | Wimbledon | Alexander Peya | Viktória Azàrenka Jamie Murray | 7−6(1), 6−3 |

## Palmarès

### Dobles femenins: 42 (15−27)
| 2009 − 2020             | Després de 2021 |
| ----------------------- | --------------- |
| Grand Slam (0−2)        |                 |
| WTA Finals (0−1)        |                 |
| Premier Mandatory (0−0) | WTA 1000 (0−4)  |
| Premier 5 (0−1)         | WTA 1000 (0−4)  |
| Premier (4−2)           | WTA 500 (4−7)   |
| International (4−5)     | WTA 250 (3−4)   |

| Títols per superfície |
| --------------------- |
| Dura (19−16)          |
| Gespa (1−5)           |
| Terra batuda (5−6)    |

| Resultat   | Núm. | Data                   | Torneig                         | Superfície       | Parella            | Oponents                              | Marcador            |
| ---------- | ---- | ---------------------- | ------------------------------- | ---------------- | ------------------ | ------------------------------------- | ------------------- |
| Finalista  | 1.   | 18 d'octubre de 2015   | Tientsin, Xina                  | Dura             | Darija Jurak       | Xu Yifan Zheng Saisai                 | 2−6, 6−3, [8−10]    |
| Finalista  | 2.   | 5 de març de 2017      | Kuala Lumpur, Malàisia          | Dura             | Makoto Ninomiya    | Ashleigh Barty Casey Dellacqua        | 6−7(5), 3−6         |
| Finalista  | 3.   | 30 d'abril de 2017     | Istanbul, Turquia               | Terra batuda     | Elise Mertens      | Dalila Jakupovic Nadia Kitxenok       | 6−7(6), 2−6         |
| Guanyadora | 1.   | 28 de maig de 2017     | Nuremberg, Alemanya             | Terra batuda     | Anna Smith         | Kirsten Flipkens Johanna Larsson      | 3−6, 6−3, [11−9]    |
| Finalista  | 4.   | 22 d'octubre de 2017   | Moscou, Rússia                  | Dura (i)         | Anna Smith         | Tímea Babos Andrea Hlaváčková         | 2−6, 6−3, [3−10]    |
| Finalista  | 5.   | 29 d'abril de 2018     | Stuttgart, Alemanya             | Terra batuda (i) | Květa Peschke      | Raquel Atawo Anna-Lena Grönefeld      | 4−6, 7−6(5), [5−10] |
| Guanyadora | 2.   | 5 de maig de 2018      | Praga, Txèquia                  | Terra batuda     | Květa Peschke      | Mihaela Buzărnescu Lidziya Marozava   | 6−4, 6−2            |
| Finalista  | 6.   | 15 de juliol de 2018   | Wimbledon, Regne Unit           | Gespa            | Květa Peschke      | Barbora Krejčíková Kateřina Siniaková | 4−6, 6−4, 0−6       |
| Guanyadora | 3.   | 14 d'octubre de 2018   | Tientsin                        | Dura             | Květa Peschke      | Monique Adamczak Jessica Moore        | 6−4, 6−2            |
| Guanyadora | 4.   | 6 de gener de 2019     | Brisbane, Austràlia             | Dura             | Květa Peschke      | Chan Hao-ching Latisha Chan           | 6−1, 6−1            |
| Finalista  | 7.   | 4 de maig de 2019      | Praga                           | Terra batuda     | Květa Peschke      | Anna Kalinskaya Viktória Kužmová      | 6−4, 5−7, [7−10]    |
| Finalista  | 8.   | 25 de maig de 2019     | Nuremberg                       | Terra batuda     | Sharon Fichman     | Gabriela Dabrowski Xu Yifan           | 6−4, 6−7(5), [5−10] |
| Guanyadora | 5.   | 4 d'agost de 2019      | San José, Estats Units          | Dura             | Květa Peschke      | Shuko Aoyama Ena Shibahara            | 6−4, 6−4            |
| Guanyadora | 6.   | 15 de setembre de 2019 | Zhengzhou, Xina                 | Dura             | Květa Peschke      | Yanina Wickmayer Tamara Zidanšek      | 6−1, 7−6(2)         |
| Guanyadora | 7.   | 18 de gener de 2020    | Adelaida, Austràlia             | Dura             | Xu Yifan           | Gabriela Dabrowski Darija Jurak       | 2−6, 7−5, [10−5]    |
| Finalista  | 9.   | 29 d'agost de 2020     | Cincinnati, Estats Units        | Dura             | Xu Yifan           | Květa Peschke Demi Schuurs            | 1−6, 6−4, [4−10]    |
| Finalista  | 10.  | 13 de setembre de 2020 | US Open, Estats Units           | Dura             | Xu Yifan           | Laura Siegemund Vera Zvonariova       | 4−6, 4−6            |
| Guanyadora | 8.   | 26 de setembre de 2020 | Estrasburg, França              | Terra batuda     | Demi Schuurs       | Hayley Carter Luisa Stefani           | 6−4, 6−3            |
| Guanyadora | 9.   | 6 de març de 2021      | Doha, Qatar                     | Dura             | Demi Schuurs       | Monica Niculescu Jeļena Ostapenko     | 6−2, 2−6, [10−8]    |
| Guanyadora | 10.  | 11 d'abril de 2021     | Charleston, Estats Units        | Terra batuda     | Demi Schuurs       | Marie Bouzková Lucie Hradecká         | 6−2, 6−4            |
| Finalista  | 11.  | 20 de juny de 2021     | Berlín, Alemanya                | Gespa            | Demi Schuurs       | Viktória Azàrenka Arina Sabalenka     | 6−4, 5−7, [4−10]    |
| Finalista  | 12.  | 26 de juny de 2021     | Eastbourne, Regne Unit          | Gespa            | Demi Schuurs       | Shuko Aoyama Ena Shibahara            | 1−6, 4−6            |
| Guanyadora | 11.  | 21 de maig de 2022     | Estrasburg (2)                  | Terra batuda     | Daria Saville      | Lucie Hradecká Sania Mirza            | 5−7, 7−5, [10−6]    |
| Finalista  | 13.  | 14 d'agost de 2022     | Toronto, Canadà                 | Dura             | Ellen Perez        | Coco Gauff Jessica Pegula             | 4−6, 7−6(5), [5−10] |
| Finalista  | 14.  | 21 d'agost de 2022     | Cincinnati, Estats Units        | Dura             | Ellen Perez        | Liudmila Kitxenok Jeļena Ostapenko    | 6−7(5), 3−6         |
| Guanyadora | 12.  | 27 d'agost de 2022     | Cleveland, Estats Units         | Dura             | Ellen Perez        | Anna Danilina Aleksandra Krunić       | 7−5, 6−3            |
| Finalista  | 15.  | 25 de setembre de 2022 | Tòquio, Japó                    | Dura             | Ellen Perez        | Gabriela Dabrowski Giuliana Olmos     | 4−6, 4−6            |
| Finalista  | 16.  | 2 d'octubre de 2022    | Tallinn, Estònia                | Dura (i)         | Laura Siegemund    | Liudmila Kitxenok Nadia Kitxenok      | 5−7, 6−4, [7−10]    |
| Finalista  | 17.  | 5 de març de 2023      | Austin, Estats Units            | Dura (i)         | Ellen Perez        | Erin Routliffe Aldila Sutjiadi        | 4−6, 6−3, [8−10]    |
| Finalista  | 18.  | 23 d'abril de 2023     | Stuttgart (2)                   | Terra batuda     | Giuliana Olmos     | Desirae Krawczyk Demi Schuurs         | 4−6, 1−6            |
| Finalista  | 19.  | 1 de juliol de 2023    | Eastbourne (2)                  | Gespa            | Ellen Perez        | Desirae Krawczyk Demi Schuurs         | 2−6, 4−6            |
| Finalista  | 20.  | 20 d'agost de 2023     | Cincinnati (2)                  | Dura             | Ellen Perez        | Alycia Parks Taylor Townsend          | 7−6(1), 4−6, [6−10] |
| Finalista  | 21.  | 26 d'agost de 2023     | Cleveland                       | Dura             | Ellen Perez        | Miyu Kato Aldila Sutjiadi             | 4−6, 7−6(4), [8−10] |
| Finalista  | 22.  | 6 de novembre de 2023  | WTA Finals, Cancun, Mèxic       | Dura             | Ellen Perez        | Laura Siegemund Vera Zvonariova       | 4−6, 4−6            |
| Finalista  | 23.  | 4 de febrer de 2024    | Linz, Àustria                   | Dura (i)         | Ellen Perez        | Sara Errani Jasmine Paolini           | 5−7, 6−4, [7−10]    |
| Finalista  | 24.  | 24 de febrer de 2024   | Dubai, Emirats Àrabs Units      | Dura             | Ellen Perez        | Storm Hunter Kateřina Siniaková       | 4−6, 2−6            |
| Guanyadora | 13.  | 2 de març de 2024      | San Diego, Estats Units         | Dura             | Ellen Perez        | Desirae Krawczyk Jessica Pegula       | 6−1, 6−2            |
| Guanyadora | 14.  | 29 de juny de 2024     | Bad Homburg, Alemanya           | Gespa            | Ellen Perez        | Chan Hao-ching Veronika Kudermétova   | 4−6, 6−3, [10−8]    |
| Guanyadora | 15.  | 22 de setembre de 2024 | Seül, Corea del Sud             | Dura             | Liudmila Samsonova | Miyu Kato Zhang Shuai                 | 6−1, 6−0            |
| Finalista  | 25.  | 20 d'octubre de 2024   | Ningbo, Xina                    | Dura             | Ellen Perez        | Demi Schuurs Yuan Yue                 | 3−6, 3−6            |
| Finalista  | 26.  | 24 de maig de 2025     | Estrasburg                      | Terra batuda     | Guo Hanyu          | Tímea Babos Luisa Stefani             | 3−6, 7−6(4), [7−10] |
| Finalista  | 27.  | 15 de juny de 2025     | 's-Hertogenbosch, Països Baixos | Gespa            | Liudmila Samsonova | Irina Khromacheva Fanny Stollár       | 3−6, 5−7            |

### Dobles mixts: 1 (1−0)
| Resultat   | Núm. | Data                 | Torneig               | Superfície | Parella        | Oponents                       | Marcador    |
| ---------- | ---- | -------------------- | --------------------- | ---------- | -------------- | ------------------------------ | ----------- |
| Guanyadora | 1.   | 15 de juliol de 2018 | Wimbledon, Regne Unit | Gespa      | Alexander Peya | Viktória Azàrenka Jamie Murray | 7−6(1), 6−3 |

## Trajectòria

### Dobles femenins
| Open d'Austràlia | A           | A           | A           | 1R   | A           | 3R          | 3R          | 1R          | SF    | 3R    | 2R | 1R | 0 / 8     | 11 – 8    |
| Roland Garros | A           | A           | A           | 1R   | 1R          | 3R          | QF          | SF          | 3R    | 1R    | SF |    | 0 / 8     | 15 – 8    |
| Wimbledon | A           | A           | 1R          | 1R   | 1R          | F           | QF          | NC          | 1R    | QF    | 1R |    | 0 / 8     | 11 – 8    |
| US Open | A           | A           | A           | 2R   | 1R          | 1R          | 2R          | F           | 1R    | SF    | 2R |    | 0 / 8     | 11 – 8    |
| Jocs Olímpics | No celebrat | No celebrat | No celebrat | A    | No celebrat | No celebrat | No celebrat | No celebrat | 1R    | NC    | NC |    | 0 / 1     | 0 − 1     |
| WTA Finals | A           | A           | A           | A    | A           | QF          | A           | NC          | SF    | A     | F  |    | 0 / 3     | 5 – 5     |
| Total Victòries−Derrotes | 1−2         | 6−11        | 15−23       | 7−22 | 27−26       | 36−22       | 36−25       | 24−8        | 33−21 | 32−15 |    |    | 217 – 175 | 217 – 175 |
| Rànquing a final d'any | 184         | 124         | 69          | 88   | 39          | 15          | 20          | 11          | 12    |       |    |    |           |           |
| Llegenda: G: Guanyadora; F: Finalista; SF: Semifinalista; QF: Quarts de final; Q: Qualificació; A: Absent; RR: Round Robin; |             |             |             |      |             |             |             |             |       |       |    |    |           |           |

### Dobles mixts
| Open d'Austràlia | A  | A | A | A | A  | A  | 1R | SF | 2R | 2R | 1R | 1R | QF | 0 / 7 | 7 – 7  |
| Roland Garros | A  | A | A | A | A  | A  | QF | SF | NC | 2R | SF | 1R |    | 0 / 5 | 9 – 5  |
| Wimbledon | A  | A | A | A | 1R | QF | G  | QF | NC | QF | 1R | 1R |    | 1 / 7 | 10 – 6 |
| US Open | 1R | A | A | A | A  | 1R | QF | 2R | NC | 2R | 2R | 1R |    | 0 / 7 | 5 – 7  |
| Llegenda: G: Guanyadora; F: Finalista; SF: Semifinalista; QF: Quarts de final; Q: Qualificació; A: Absent; RR: Round Robin; |    |   |   |   |    |    |    |    |    |    |    |    |    |       |        |